# Johan Vibe (visdiktare)
Johan Vibe, född 10 september 1748 i Bragernes, död mars 1782 i Köpenhamn som kammarsekreterare. Psalmförfattare representerad i danska Psalmebog for Kirke og Hjem.